# Epidendrum trianthum
Epidendrum trianthum är en orkidéart som beskrevs av Rudolf Schlechter. Epidendrum trianthum ingår i släktet Epidendrum och familjen orkidéer. Inga underarter finns listade i Catalogue of Life.